# Aéroport de Prince Rupert
L'aéroport de Prince Rupert est un aéroport situé en Colombie-Britannique, au Canada.

## Compagnies aériennes et destinations
| Compagnies         | Destinations |
| ------------------ | ------------ |
| Air Canada Express | Vancouver    |

Édité le 02/05/2025